# Бровченко Юрій Анатолійович
Юрій Анатолійович Бровченко (нар. 25 січня 1988 Чернігів) — український футболіст, захисник клубу «Вікторія».

## Біографія
Займатися футболом почав у ДЮФК «Каскад» (м. Славутич, Київська область). Перший тренер — О. М. Салій. У складі команди виступав у ДЮФЛ з 2001 по 2004 роки. 
Свою професійну кар'єру футболіст розпочав у ФК «Дніпро», за дублюючий склад якого грав 4 роки (провів 70 матчів і забив 6 голів). У 2008 році переїхав до столиці Білорусі — Мінська, де грав у ФК «Динамо». Проте майже весь цей час Юрій перебував у оренді, грав за «Динамо-2» (Мінськ) та «Савіт» (Могильов). У 2010 році повернувся до України, грав за «Прикарпаття» (Івано-Франківськ), «Кримтеплицю», «Буковину», ПФК «Олександрія». Виступав за юнацькі збірні України U-17 та U-19.
Взимку 2015 року перейшов до клубу «Олімпік» (Донецьк).